# Костриця червона
Костри́ця черво́на (Festuca rubra L.) — багаторічна трав'яниста рослина, вид роду костриця (Festuca) родини тонконогові (Poaceae) або злакові.

## Поширення та екологія
Ареал костриці охоплює Європу, Північну Африку, Азію (крім тропічних районів) та Північну Америку. Росте в багатьох нетропічних країнах як занесений та інтродукований вид. В Україні вид широко поширений на Поліссі, в Лісостепу і Карпатах, в степу трапляється менше. Росте на лугах, лісових галявинах, вирубках, болотах і в лісах. Формації костриці червоної зустрічаються на добре дренованих прирусловій та центральній частинах заплави..
Мезофіт, гігромезофіт. Добре витримує перезволоження і короткотривале затоплення талими водами (до 35 днів). Зимо- і морозостійка, але малопосухостійка. Росте на основних типах ґрунтів лісової і лісостепової зон.

## Ботанічний опис
Багаторічна кореневищно-нещільнокущова напівверхова озима злакова рослина із прямостоячим тонким голим стеблом 30—80 см заввишки. Коренева система мичкувата, в орному шарі добре розвинена. Листки вузькі, плоскі, по краях і зверху шорсткуваті, складені вздовж стебла, зелені та червонуваті. Генеративні стебла облиствлені погано. Вегетативні вкорочені та подовжені паростки добре розвинені, облиствлені, зелені і червонуваті.
Суцвіття — рихла волоть 9—12 см завдовжки (після цвітіння стиснута до 10 см), здебільшого пряма, з шорсткими гілочками. Колоски зелені або рожево-фіолетові. Нижні квіткові луски від ланцетних до широколанцетних, 4—7 мм довжиною, волосисті або голі, остюк 0,7—3,5 мм довжиною. Верхні квіткові луски по кілях вкриті шипами. Насіння бурувате, шилоподібне, подовжене. Маса 1000 насінин 1,0—1,3 г.
Цвіте в червні, дозріває в липні. Анемофіл.

## Значення і застосування
Широко використовується в культурі з кінця XVIII століття, кормова культура лісостепових, поліських та західних районів України. Компонент травосумішей для пасовищ на суходільних та низинних луках, осушених торфовищах. Використовуються також для залуження аеродромів, спортивних майданчиків, газонів. Великою рогатою худобою поїдається на пасовищах задовільно, найкраще — до колосіння. В чистому вигляді, особливо при переростанні до осені, худобою поїдається неохоче. За кормовими властивостями поступається тонконогу лучному і мітлиці велетенській. Швидко відростає після спашування, витримує витоптування. У травостої утримується до 10 і більше років.
Відростає в другій половині квітня, придатна для випасання на початку, для укосу — наприкінці травня. У рік сівби росте повільно, повного розвитку досягає на 3-й рік життя. Урожайність сіна сягає 40—45 ц/га на родючих ґрунтах і 35—40 ц/га — на піщаних. Урожайність насіння — від 1 до 2 ц/га.